# 廿日市市立吉和小学校
廿日市市立吉和小学校（はつかいちしりつよしわしょうがっこう）は、広島県廿日市市吉和にある公立小学校。

## 概要
廿日市市立吉和中学校との小中一貫教育を実施している。

## 沿革
- 1874年（明治7年） - 吉和下尋常小学校設立
- 1875年（明治8年） - 吉和小学校起進舎開校
- 1879年（明治12年） - 吉和小学校起進舎を吉和上小学校と改称
- 1883年（明治16年） - 吉和下尋常小学校下山分校開校
- 1891年（明治24年） - 吉和下尋常小学校より独立、吉和下尋常小学校となる
- 1918年（大正7年） - 吉和下尋常高等小学校に改称
- 1939年（昭和14年） - 吉和尋常小学校下山分教場廃止
- 1941年（昭和16年） - 国民学校令により、吉和国民学校と改称
- 1947年（昭和22年） - 学制改革により、高等科を廃止、吉和村立吉和小学校と改称
- 1951年（昭和26年） - 吉和小学校上分教場校舎落成
- 1964年（昭和39年） - 鉄筋校舎、体育館現在地に落成、吉和小学校上分教場廃止
- 1995年（平成7年） - 新校舎落成
- 2003年（平成15年）3月1日 - 廿日市市との合併により、廿日市市立吉和小学校と改称
- 2009年（平成21年）- 廿日市市立吉和中学校との小中一貫教育を開始
- 2024年 (令和6年) - 廿日市市立吉和小学校創立150周年

## 校区
- 廿日市市立吉和中学校の校区[2]
  - 吉和

## 著名な出身者
- 深瀬智聖 -タレント